# (482) Petrina
(482) Petrina es un asteroide perteneciente al cinturón de asteroides descubierto el 3 de marzo de 1902 por Maximilian Franz Wolf desde el observatorio de Heidelberg-Königstuhl, Alemania.
Está nombrado por el perro del descubridor.